# Phaedroctonus transfuga
Phaedroctonus transfuga là một loài tò vò trong họ Ichneumonidae.